# Palla Antal (labdarúgó)
Palla Antal (1950. március 27. –) labdarúgó, kapus.

## Pályafutása
A Rába ETO csapatában mutatkozott az élvonalban 1972. június 25-én a Diósgyőri VTK ellen, ahol csapata 1–0-ra kikapott. 1972 és 1982 között 154 bajnoki mérkőzésen védett győri színekben. Egy-egy alkalommal bajnok és magyar kupa-győztes lett a csapattal. 1988-ban egy mérkőzésen a Veszprém csapatában is szerepelt, amelyen a Vasas 2–0-ra győzött.

## Sikerei, díjai
- Magyar bajnokság
  - bajnok: 1981–82
  - 3.: 1973–74
- Magyar kupa (MNK)
  - győztes: 1979